# Yuri Marçal
Yuri Marçal do Nascimento Maranhão, mais conhecido apenas como Yuri Marçal (Rio de Janeiro, 15 de maio de 1993) é um comediante e ator brasileiro. É formado em teatro e TV pela Escola de Atores Wolf Maya. Teve seu início na comédia stand-up em 2016, ao lado do humorista Fábio Rabin.

## Biografia e carreira
Destacou-se nacionalmente por seus inúmeros vídeos de stand-up comedy disponíveis no YouTube. Em 2018, iniciou uma parceria de sucesso com o Porta dos Fundos, onde participou da esquete Escravidão, depois Escritor Branco, Cota, Despedida de Solteira, Jesus Hétero, Tudo isso que tá aí e culminando na participação do Especial de Natal Porta dos Fundos: Teocracia em Vertigem, em 2020
Em 2019, estreou o seu programa de comédia, chamado Acendam as Luzes. Hoje, o ator acumula diversos projetos entre teatro, cinema e streaming.
No audiovisual, debutou na série Homens?, em 2020. Também fez parte do elenco do seriado 5x Comédia (2021).
No Dia da Consciência Negra de 2021, Yuri Marçal, juntamente com os comediantes Gui Preto, Kedny Silva, Helio de la Peña, Niny Magalhães, Paloma Santos e Zete Brito, apresentaram o Risadas Pretas Importam, no Teatro Municipal de São Paulo, marcando um feito histórico para o teatro.
Em 2022, fez o personagem Wanderley (Diley), no filme Barraco de Família, dirigido por Mauricio Eça.
Foi co-apresentador da cerimônia de entrega do Prêmio Sim à Igualdade Racial de 2023, ao lado de Jeniffer Dias.

## Especiais de Comédia

### Ledo Engano
Gravado em 2021, em 2 de junho de 2022 fez história ao ser o primeiro comediante negro no Brasil, e em 15 anos na Netflix, a ter um especial de comédia nessa plataforma de streaming quando estreou o seu espetáculo impróprio para menores de 18 anos e disponível em 190 países.
Durante 59 minutos, o comediante fez humor ácido sobre temas ligados à família, racismo, história, religião e relacionamentos.

### Nem se minha vida dependesse disso
Após o sucesso de críticas e de público, Marçal anunciou nas redes sociais que em 2023 gravaria um novo especial de comédia denominado Nem se minha vida dependesse disso, que foi gravado no dia 2 de junho de 2023, exatamente um ano após ao seu primeiro espetáculo, e a gravação ocorreu no Teatro Bradesco, em São Paulo. Este especial foi publicado no dia 6 de setembro, no YouTube.

## Filmografia

### Televisão
| Ano  | Título                                        | Personagem              | Nota                              |
| ---- | --------------------------------------------- | ----------------------- | --------------------------------- |
| 2020 | Homens?                                       | Gael Santos             | [ 9 ]                             |
| 2020 | Diário de Um Confinado                        | Eduardo                 | Episódio: "Reunião de Condomínio" |
| 2021 | 5X Comédia                                    | Robinson                | Episódio: "Cinderella"            |
| 2021 | Desjuntados                                   | Marcinho                |                                   |
| 2021 | LOL: Se Rir, Já Era!                          | Participante (9º lugar) | Temporada 1                       |
| 2022 | O Que Você Não Sabia Sobre o Humor Brasileiro | Yuri Marçal             |                                   |

### Cinema
| Ano  | Título                          | Personagem        | Nota |
| ---- | ------------------------------- | ----------------- | ---- |
| 2020 | Teocracia em Vertigem           | Ambulante         |      |
| 2022 | Vale Night                      | Linguinha         |      |
| 2022 | Barba, Cabelo & Bigode          | Queijo Coalho     |      |
| 2023 | Barraco de Família              | Wanderley (Diley) |      |
| 2023 | Mussum, o filmis                | Carlinhos (Jovem) |      |
| 2023 | União Instável                  | Juan              |      |
| 2024 | Cedo Demais                     | André             |      |
| 2025 | Câncer com Ascendente em Virgem | Youtuber famoso   |      |

## Prêmios
| Ano  | Associações                         | Categoria                        | Nomeações        | Resultado |
| ---- | ----------------------------------- | -------------------------------- | ---------------- | --------- |
| 2023 | Prêmio Guarani de Cinema Brasileiro | Revelação Masculina              | Vale Night       | Indicado  |
| 2023 | Festival de Cinema de Gramado       | Melhor Ator Coadjuvante          | Mussum, o filmis | Venceu    |
| 2023 | Prêmio Potências!                   | Ator do Ano                      | Mussum, o filmis | Indicado  |
| 2024 | Festival Sesc Melhores Filmes       | Melhor Ator Nacional             | Mussum, o filmis | Indicado  |
| 2024 | Prêmio Grande Otelo                 | Melhor Ator Coadjuvante de Filme | Mussum, o filmis | Pendente  |